# Шекун Олександр Володимирович
Олекса́ндр Володи́мирович Ше́кун (19 січня 1935) - (27 листопада 2020)— український історик, археолог, краєзнавець.

## Життєпис
Народився 19 січня 1935 року на Чернігівщині. Хімік-технолог за професією.
Один з засновників Чернігівської обласної спелео-археологічної секції, а з 1977 року — голова відповідної секції. З 1974 року, секція, розпочала свою роботу в межах області.
В 1980–1998 років він працював науковим співробітником Чернігівського історичного музею.
З 1989 р. — був завідувачем відділу охорони та дослідження археологічних пам'яток в Чернігівському історичному музеї.
В 1980-х — один з викладачів, відомого в Чернігові гуртка для допитливих «Юний археолог», заняття якого проходили в приміщенні Чернігівського історичного музею.
22 січня 2015 року — стартувала виставка в Чернігівському обласному історичному музеї імені Василя Тарновського: Людина, закохана в історію рідного краю до 80-річчя археолога і краєзнавця Олександру Шекуну
Помер 27 листопада 2020 року на 86-му році життя.

## Професійна діяльність
У межиріччі Десни і Дніпра О. В. Шекун картографував 312 пам'яток давньоруської доби, з яких 21 городище, 193 селища, 92 кургани та 6 ґрунтових могильників. Шістнадцять років вчений вивчав поселення Ліскове (Ріпкинський район), дослідивши там понад 1,3 га культурного шару. Олександр Шекун є «піонером» дослідження чернігівського ґрунтового могильника, започатковані ним 1988 року розкопки на сьогодні виявили декілька тисяч поховань містян ХІ — початку ХІІІ століть. 
Археологічними розвідками під керівництвом Олександра Володимировича були відкриті поселення Шумлай (1979 р.), Льгів (1982 р.), Автуничі (1984 р.). Розкопки цих поселень дозволили, таким видатним історикам та археологам як, О. Веремійчик, В. Коваленку, О. Моці реконструювати історичні процеси в IX-XIV ст. в регіоні. Були досліджені і курганні старожитності X—XII ст.. О. Шекун провів розкопки курганних некрополів біля с. Звеничева (1976 р.), с. Воробйово (1978 р.), с. Товстоліса (1979 р.), с. Красковського (1978 р.), с. Галкова (1987 р.), с. Клонєва (1985 р.), с. Незаможного (1988 р.), с. Смолигівки (1985 р.), с. Шестовиці (1980 р.), літописного Сновська (1988 р.).
З 1980-х років Олександр Володимирович починає дослідження стародавнього Дитинця, міста Чернігова, та його посадів.
У 1982 році на території Подолу ним були зафіксовані залишки стародавніх оборонних споруд.
У 1983 р. проводились охоронні розкопки на території Єлецького монастиря.
В 1984 р. почалися розкопки в заплаві Десни в урочищі Пролетарський Гай, де Шекун Олександр Володимирович дослідив п'ять плінфовипалювальних печей кінця XII ст.
У 1988 р. ним були започатковані розкопки міського ґрунтового некрополя XI—XII ст., на розі вулиць Куйбишева та Комсомольської.
У 1994 р. на перетині вулиць Леніна та Коцюбинського, О. Шекун розкопав садибу чернігівського купця XII сторіччя.
Крім Чернігова, розкопки проводились на території літописних Сосниці та Листвена, разом з В. Коваленком він здійснив спробу локалізації Лутави.
В період 1982–1986 рр. Олександр Володимирович звертається до вивчення курганів та поселень кінця II — початку І тис. до н. е. біля сіл Веснянка та Шумлай. Також проводились розкопки на ранньослов'янському поселенні біля с. Деснянки (Титова Річка).
Дослідження 1993–1994 рр., біля с. Олександрівки, поселення III—V ст., дозволили вперше зафіксувати планування поселень київської культури.
Працював над археологічною частиною «Зводу пам'яток історії та культури» по Чернігівській області, що дозволило Шекуну Олександру Володимировичу обстежити практично всі райони області, зафіксувати понад 500 археологічних пам'яток і провести їх паспортизацію. Наслідком такої діяльності, стала підготовка охоронних зон Сосниці, Мени, Любеча, Лиственської округи та ін..
Публікує наукові праці до теперішнього часу. За вісімнадцять років розкопок, зібрав близько 20 тисяч артефактів, які були передані в музей.

## Професійні досягнення
О. В. Шекун картографував 312 пам'яток давньоруської доби, є «піонером» дослідження чернігівського ґрунтового могильника. Автор близько 50 наукових публікацій. За доброзичливе ставлення, учні і досі називають Олесандра Володимировича — «Дядя Саша».

## Праці
- Шекун А. В. ДО ВИВЧЕННЯ СТАРОДАВНІХ ВОДНИХ ШЛЯХІВ ЧЕРНІГІВСЬКОЇ ЗЕМЛІ [Архівовано 24 вересня 2015 у Wayback Machine.]
- Шекун А. В. ПРОИЗВОДСТВЕННЫЙ КОМПЛЕКС КОНЦА XII В. В ЧЕРНИГОВЕ [Архівовано 24 вересня 2015 у Wayback Machine.]
- (рос.)Шекун А. В. Исследования в окрестностях Чернигова // Археологические открытия 1976 года. — М., 1977. — С.319—320.
- Шекун О. В. І для прийдешніх поколінь // Деснян. правда (Чернігів). — 1979. — 10 січ. — С. 4.
- (рос.)Шекун А. В. Раскопки и разведки на Черниговщине // Археологические открытия 1979 года. — М., 1980. — С. 352—353.
- (рос.) Шекун А.В., Кузнецов Г.А. Работы в Чернигове // Археологические открытия 1982 года, М., 1983 г., с. 343.
- (рос.) Коваленко В.П., Шекун А.В. Летописный Листвен: к вопросу о локализации. – СА, 1984 г., № 4, с. 62—74.
- (рос.)Шекун А. В. Селища IX—XIV вв. в низовьях междуречья Днепра и Десны // Историко — археологический семинар «Чернигов и его округа в IX—XIII вв.»: Тезисы докл. — Чернигов, 1985. — С.44—46.
- (рос.) Шекун А.В., Кузнецов Г.А. Работы в Чернигове // Археологические открытия 1984 года, М., 1985 г., с. 329—330.
- (рос.)Шекун А. В. Новые исследования на Черниговском передгородье //Черниговская областная научно-методическая конференция, посвященная 800-летию «Слова о полку Игореве»: Тезисы докл. — Чернигов, 1986. — Ч. І. — С.28—30.
- (рос.)Шекун А. В. Поселение Лесковое: некоторые итоги 10 лет исследования // Тезисы Черниговской областной научно-методической конференции, посвященной 90-летию Черниговского исторического музея. — Чернигов, 1986. — С.60—62.
- (рос.) Шекун А.В. Исследования на Черниговщине // Археологические открытия 1985 года. — М., 1986 г., с. 434—436.
- (рос.) Шекун А.В. Новые исследования Елецкого монастыря в Чернигове. – «Тезисы Черниговской областной научно-методической конференции, посвящённой 20-летию Черниговского архитектурно-исторического заповедника», Чн., 1987 г., с. 43—45.
- Шекун О.В., Коваленко В.П. Літописна Сосниця. – «Минуле Сосниці та її околиць», Чн., 1990 р., с. 9—13.
- (рос.) Шекун А.В. Поселения 2 п.13—15 вв. в междуречье Десны и Днепра. – «Деснинские древности», Брянск, 1995 г., с. 113—115.
- Шекун О.В. Поселенська структура пониззя межиріччя Десни і Дніпра 12—17 ст. – «Святий князь Михайло Чернігівський та його доба», Чернігів, Сіверянська думка, 1996 р., с. 114—115.
- Шекун О. В. Нові дослідження Чернігівського курганного некрополя // Чернігів у середньовічній та модерній історії Центрально-Східної Європи: Зб. наук. праць, присвячених 1100 — літтю першої літописної згадки про Чернігів. — Чернігів, 2007. — С.106—118.